# PFL 1 (säsong 2021)
PFL 1, den första MMA-galan i 2021 års säsong av Professional Fighters League, ägde rum 23 april 2021 på Ocean Casino Resort i Atlantic City, NJ. Den innehöll matcher i viktklasserna fjädervikt och lättvikt.

## Ändringar
Loik Radzhabov var tänkt att möta Johnny Case, men Case ströks från kortet då han arresterades 1 april i Las Vegas. Han ersattes av Alex Martinez.
Movlid Chajbulajev var tänkt att möta Jason Soares, men Soares ströks från kortet då han inte blev godkänd av läkare att gå match. Ny motståndare åt Chajbulajev blev Lazar Stojadinovic.

### Invägning
Mikhail Odintsov vägde in på 156,4 lbs (70,94 kg), 0,4 lb (0,18 kg) över viktgränsen. Han fick böta 20% av sin purse, förlorade rätten till vinstpoäng, fick en WO-förlust i tabellen, och bestraffades med en minuspoäng i ligapoäng. Hans motståndare Achmed Alijev tillskrevs en WO-vinst oavsett matchens utfall och var dessutom berättigad till ytterligare avslutsbonuspoäng.

## Ligan efter evenemanget
Poängsystemet är baserat på vinstpoäng med avslutsbonusar. Tre poäng går till vinnaren och noll poäng till förloraren i det vanliga vinstpoängsystemet. Blir matchen oavgjord får båda atleterna en poäng vardera. Avslutsbonusarna är tre bonuspoäng för avslut i första ronden. Två poäng för avslut i andra ronden, och en poäng för avslut i tredje ronden. Exempelvis får en atlet som vinner i första ronden totalt sex poäng. Missar en atlet vikten förlorar denne och motståndaren vinner tre poäng via WO.

### Lättvikt
| Atlet              | Vinster | Oavgjorda | Förlorade | 1 | 2 | 3 | Total Poäng |
| ------------------ | ------- | --------- | --------- | - | - | - | ----------- |
| Achmed Alijev      | 1       | 0         | 0         | 0 | 0 | 0 | 3           |
| Clay Collard       | 1       | 0         | 0         | 0 | 0 | 0 | 3           |
| Marcin Held        | 1       | 0         | 0         | 0 | 0 | 0 | 3           |
| Raush Manfio       | 1       | 0         | 0         | 0 | 0 | 0 | 3           |
| Alexander Martinez | 1       | 0         | 0         | 0 | 0 | 0 | 3           |
| Joilton Lutterbach | 0       | 0         | 1         | 0 | 0 | 0 | 0           |
| Anthony Pettis     | 0       | 0         | 1         | 0 | 0 | 0 | 0           |
| Loik Radzhabov     | 0       | 0         | 1         | 0 | 0 | 0 | 0           |
| Natan Schulte      | 0       | 0         | 1         | 0 | 0 | 0 | 0           |
| Mikhail Odintsov   | 0       | 0         | 1         | 0 | 0 | 0 | -1          |

### Fjädervikt
| Atlet              | Vinster | Oavgjorda | Förlorade | 1 | 2 | 3 | Total Poäng |
| ------------------ | ------- | --------- | --------- | - | - | - | ----------- |
| Brendan Loughnane  | 1       | 0         | 0         | 1 | 0 | 0 | 6           |
| Tyler Diamond      | 1       | 0         | 0         | 0 | 0 | 0 | 3           |
| Bubba Jenkins      | 1       | 0         | 0         | 0 | 0 | 0 | 3           |
| Movlid Chajbulajev | 1       | 0         | 0         | 0 | 0 | 0 | 3           |
| Chris Wade         | 1       | 0         | 0         | 0 | 0 | 0 | 3           |
| Sung Bin Jo        | 0       | 0         | 1         | 0 | 0 | 0 | 0           |
| Anthony Dizy       | 0       | 0         | 1         | 0 | 0 | 0 | 0           |
| Sheymon Moraes     | 0       | 0         | 1         | 0 | 0 | 0 | 0           |
| Lance Palmer       | 0       | 0         | 1         | 0 | 0 | 0 | 0           |
| Lazar Stojadinovic | 0       | 0         | 1         | 0 | 0 | 0 | 0           |